# BMW серија 8
BMW серија 8 је спортски аутомобил (grand tourer − GT) који производи немачки произвођач аутомобила BMW у купе и кабриолет верзијама. Тренутно се производи друга генерација.
Серија 8 је представљена 1989. године под интерном ознаком модела Е31 и била је доступна само као купе са двоја врата. Покретао га је низ атмосферских V8 и V12 бензинских мотора. Производња је започела у време када се завршава производња серије 6 Е24, али се не сматра директним наследником. Производња је обустављена 1999. године због слабе продаје.
Серија 8 је поново уведена 2018. године другом генерацијом, серијом G15. Другу генерацију чине BMW G14 (кабриолет верзија), BMW G15 (купе верзија са двоја врата) и BMW G16 (купе са четвора врата „Gran Coupe”). Све три верзије (G14/G15/G16) се често заједно називају G15. Наследник је серије 6 F06/F12/F13. Покрећу их шестоцилиндрични бензински, шестоцилиндрични дизелски и V8 бензински мотори са турбопуњачем. Могу имати погон на задњим или на свим точковима и осмостепени аутоматски мењач.

## Историјат

### Прва генерација (E31; 1989–1999)
Дизајнерски радови прве генерације серије Е31 започели су 1984. године, а последња фаза дизајна и развоја производње почели су 1986. године. Аутомобил је први пут представљен на салону аутомобила у Франкфурту 1989. године, а производио се до 1999. године. Серија 8 је дизајнирана тако да изађе изван тржишта оригиналне серије 6 Е24, истичући веће перформансе и већу цену. Серија 8 је први путнички аутомобил који је нудио V12 мотор са шестостепеним ручним мењачем и било је једно од првих возила која су била опремљена електронски контролисаним гасом. Такође је била један од првих BMW-ових аутомобила која је користила multilink на задњем ослањању.
Укупно је произведено 30.621 аутомобил.

### Друга генерација (G15; 2018–)
BMW серије 8 (G15) је представљена 15. јуна 2018. године, а продаја започиње од новембра 2018. године. Првобитно је био доступан у облику купеа (кодног назива G15), а варијанте кабриолета (G14) и купе са четвора врата (G16) представљене су касније, наследивши F06/F12/F13 из серије 6. Производи се у BMW-овој фабрици за монтажу у Динголфингу у Немачкој.
Директни конкурент серије 8 у купе и кабриолет верзији је Мерцедес-Бенц С-класе купе и кабриолет (Ц217), док се серије 8 „Gran Coupe” сматра блиском алтернативом свом колеги из платформе, традиционалнијем BMW-у из серије 7.
У односу на купе и кабриолет, „Gran Coupe” има нешто веће међуосовинско растојање, док је линија крова мало продужена, пре него што почиње да се спушта ка задњем делу возила. То је омогућило да „Gran Coupe” има довољно места да се на задња два седишта комфорно сместе две одрасле особе.